# Anton Puchta
Anton Laurenz Puchta (* 4. März 1851 in Altsattel, Kaiserthum Österreich; † 18. Februar 1903 in Czernowitz, Österreich-Ungarn) war ein böhmischer Mathematiker.

## Leben
Anton Puchta wurde als Sohn des Schullehrers Adalbert Puchta und seiner Frau Theresia, geborene Wohlrab in Altsattel, Bezirk Tachau, Hausnummer 27 geboren und am 5. März 1851 in der Pfarrkirche Maria Himmelfahrt getauft.
Er studierte an der Universität Prag Mathematik und Physik, bestand die Lehramtsprüfung und wurde zum Dr. phil. promoviert. Von 1874 bis 1882 war er Assistent am Deutschen Polytechnischen Landesinstitut des Königreiches Böhmen bzw. nach der zwischenzeitlich erfolgten Umbenennung der Deutschen Technischen Hochschule in Prag. 1878 wurde er Privatdozent für Mathematik an der Universität Prag, 1880 an der Deutschen Technischen Hochschule, 1882 außerordentlicher Professor an der Deutschen Universität Prag und 1887 ordentlicher Professor an der Universität Czernowitz.
Von Interesse sind seine Beiträge zur Determinantentheorie, zur Gleichungslehre, zur Funktionentheorie und zu geometrischen Problemen. Dabei legte er seinen Schwerpunkt auf differentialgeometrische Aufgaben und Verallgemeinerungen bekannter zwei- und dreidimensionaler Gegebenheiten auf Räume von höherer Dimension.
Am 10. November 1885 wurde Puchta als Mitglied (Matrikel-Nr. 2540) in die Gelehrtenakademie Leopoldina aufgenommen. Seine Tochter war die Schauspielerin Mizzi Parla.

## Schriften
- Ein Determinantensatz und dessen Umkehrung. In: Denkschriften der Kaiserlichen Akademie der Wissenschaften, 38, 2, 1878, S. 215–221 (Digitalisat)
- Die Oktaeder und die Gleichung vierten Grades. In: Denkschriften der Kaiserlichen Akademie der Wissenschaften, 41, 2, 1879, S. 57–98 (Digitalisat)
- Ein neuer Satz aus der Theorie der Determinanten. In: Denkschriften der Kaiserlichen Akademie der Wissenschaften, 44, 2, 1882, S. 277–282 (Digitalisat)
- Über gewisse mechanisch erzeugbare Curven und Flächen höherer Ordnung. In: Sitzungsberichte der Akademie der Wissenschaften mathematisch-naturwissenschaftliche Klasse, 88, 2, 1883, S. 571–590 (Digitalisat)
- Über die allgemeinsten abwickelbaren Räume, ein Beitrag zur mehrdimensionalen Geometrie. In: Sitzungsberichte der Akademie der Wissenschaften mathematisch-naturwissenschaftliche Klasse, 101, 2a, 1892, S. 355–388 (Digitalisat)
- Aufstellung eines neuen dreifach orthogonalen Flächensystems. In: Sitzungsberichte der Akademie der Wissenschaften mathematisch-naturwissenschaftliche Klasse, 102, 2a, 1893, S. 1197–1203 (Digitalisat)